# Фелісіано Вієра
Фелісіано Альберто Вієра Боргес (ісп. Feliciano Alberto Viera Borges; 1872, Сальто (Уругвай) — 12 листопада 1927, там само)  — політик, президент Уругваю (1915—1919).

## Біографія
Народився в департаменті Сальто, Уругвай, в родині Граля Фелісіано Вієри (червоний каудільо) і Петрони Борхес.
У 1888 році одружився з Кармен Гаріно Сапелло (обом було по 16 років), мали 11 дітей. Працював у поштовому відділенні і навчався в Республіканському університеті, отримав статус юриста в 1896 році.
Член Державної ради з 1898 року, створеного Хуаном Ліндольфою Куестасом, політичний керівник департаменту Артигас.
Після відновлення демократичних законодавчих інституцій в 1899 році обраний депутатом від Сальто, сенатором від департаменту Ривера. Президент Сенату в 1906—1911 роках.
Міністр внутрішніх справ у 1911—1915 роках.
У 1915 обраний президентом Уругваю. Під час його президентства скликані Установчі зборі, які розробили Конституцію Уругваю 1918 року. Конституція 1918 року стала другою редакцією. Вона розділила владу між президентом та спеціально створеним органом — Національною адміністративною радою. Під час його каденції відбулася «зупинка» реформ «батльєлістів», які отримали назву від імені попередника Хосе Батльє-і-Ордоньєса.
Голова першої Національної адміністративної ради в 1919 році, яку він залишив у 1921 році через розбіжності з Батльє, що спонукало його до створення радикальної течії «Колорадо» течії, що протистояла «батльєлізму».
Помер у 55-річному віці в місті Сальто.
Батько видатної уругвайської художниці Петрони Вієри.

### Кабінет міністрів
| Міністерство                        | Ім'я                       | Період    |
| ----------------------------------- | -------------------------- | --------- |
| Інтер'єр                            | Балтасар Брум              | 1915–1916 |
| Інтер'єр                            | Хуліо Муро                 | 1916      |
| Інтер'єр                            | Пабло Варці                | 1916–1919 |
| Міжнародні відносини                | Мануель Буенавентура Отеро | 1915–1916 |
| Міжнародні відносини                | Балтасар Брум              | 1916–1919 |
| Міжнародні відносини                | Даніель Муньос             | 1919      |
| Казначейство                        | Педро Козіо                | 1915–1916 |
| Казначейство                        | Мартін С. Мартінес         | 1916      |
| Казначейство                        | Федеріко Вієтелла          | 1916–1919 |
| Війна і флот                        | Другий Баццано             | 1915      |
| Війна і флот                        | Хоакін Санчес              | 1915–1919 |
| Правосуддя та громадські інструкції | Хосе Еспальтер             | 1915–1916 |
| Правосуддя та громадські інструкції | Еміліо Барбару             | 1916      |
| Правосуддя та громадські інструкції | Рафаель Мецера             | 1916–1919 |
| Громадські роботи                   | Сантьяго Рівас             | 1915–1919 |
| Промисловість і робота              | Хуан Хосе де Амезага       | 1915–1916 |
| Промисловість і робота              | Hilario Helguera           | 1916–1919 |

| Попередник: Хосе Батльє-і-Ордоньєс | Президент Уругваю 1915-1919 | Наступник: Бальтазар Брум |

| Попередник: - | Голова Правління Національна Адміністрація 1919-1921 | Наступник: Хосе Батльє-і-Ордоньєс |